# 奥古斯都花园

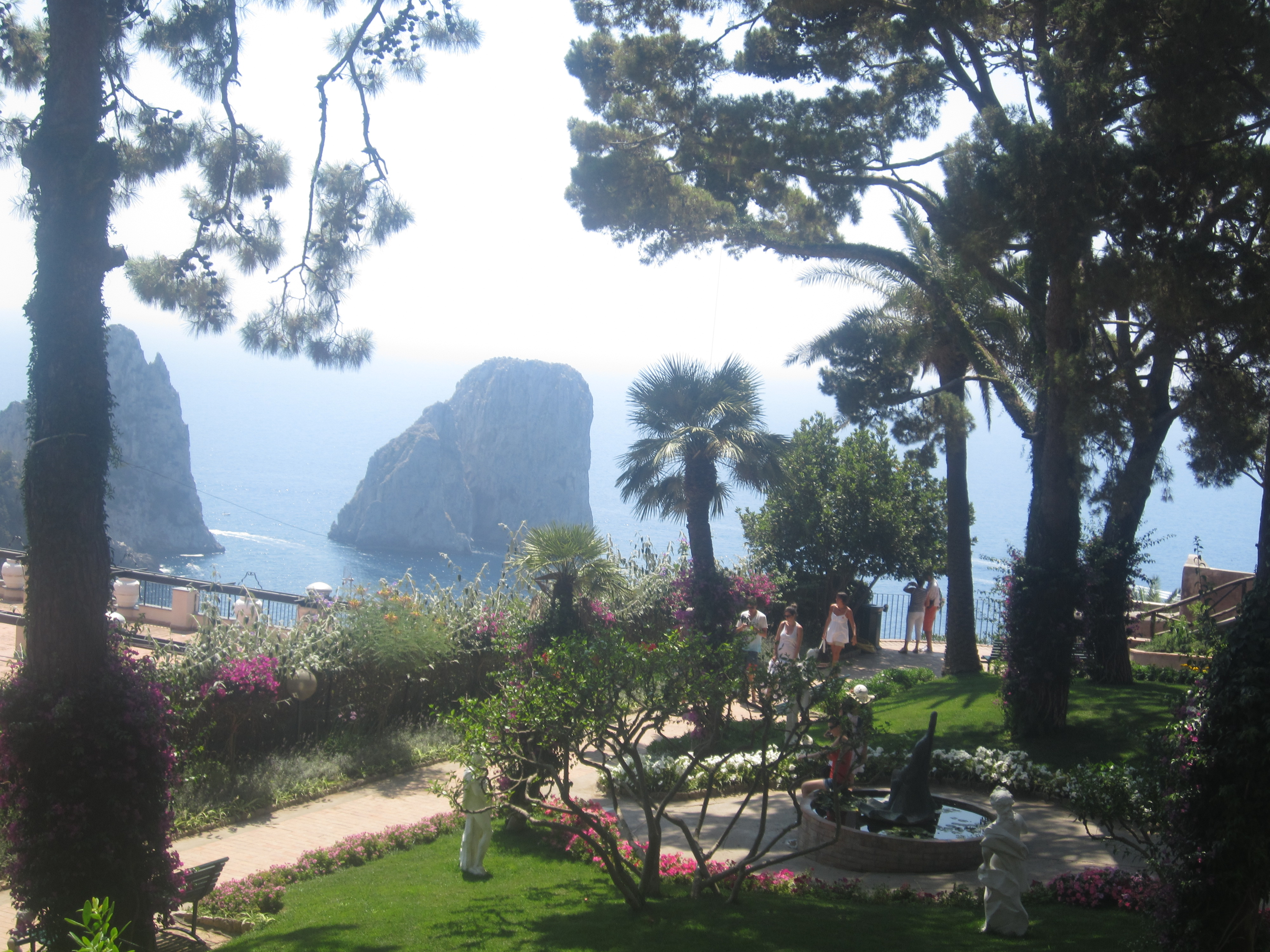
卡普里奇岩

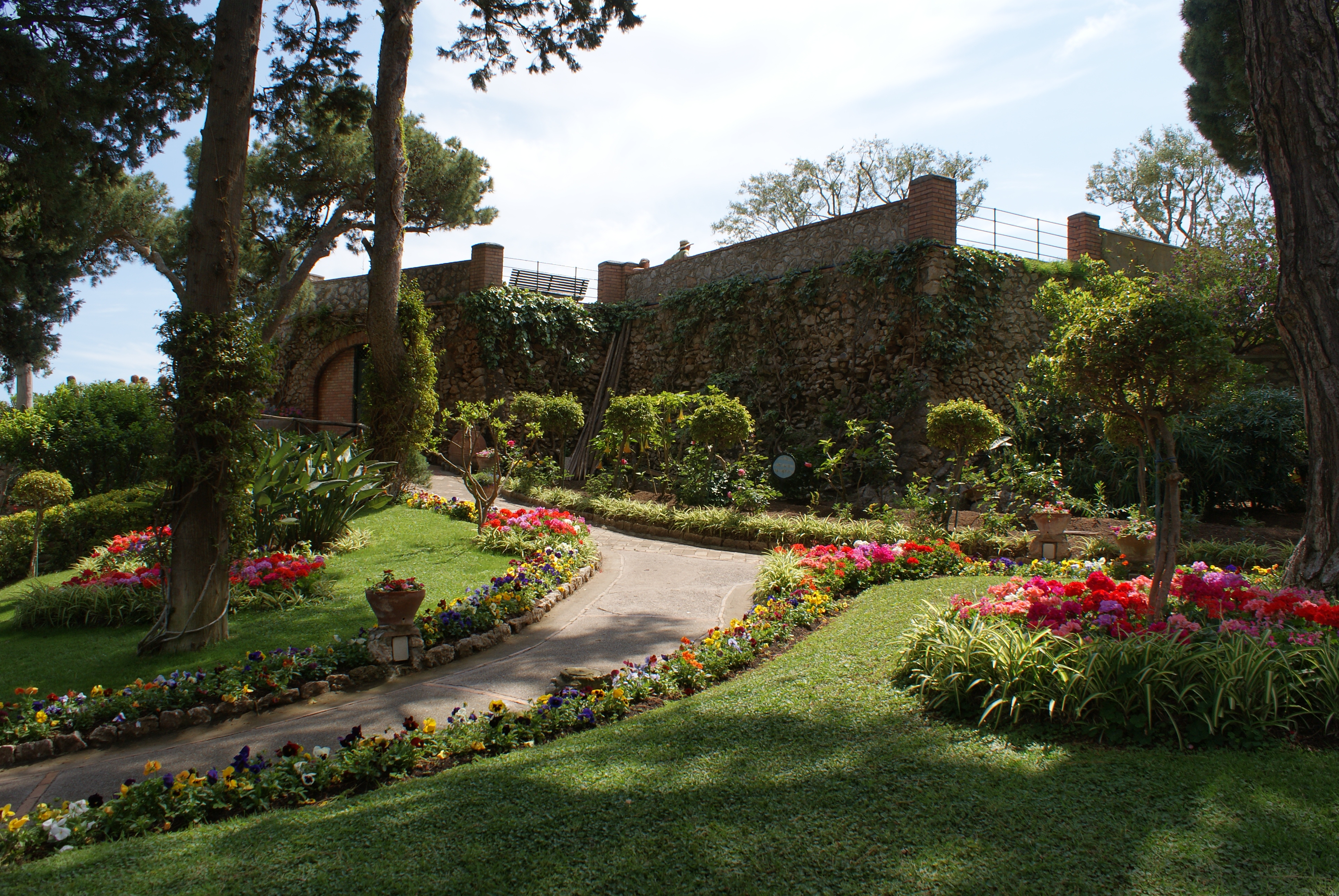

奥古斯都花园（義大利語：Giardini di Augusto）原名克虏伯花园，是意大利坎帕尼亚大区卡普里岛的一个植物园。
花园是由德国实业家弗里德里希·阿尔弗雷德·克虏伯建于20世纪初。最初名为“克虏伯花园”，1918年改为现名。
花园的露台，可俯瞰大海，也可观赏种类丰富的植物。
在花园里有一个列宁纪念碑，1968年立于俄罗斯作家高尔基故居前的花园中，高尔基1908年在该地接待过列宁。
从奥古斯都花园可以看到卡普里岛的180度全景，包括卡普里奇岩。